# Peau
Pour les articles ayant des titres homophones, voir PO, Pot et Pau (homonymie).
Pour les articles homonymes, voir Peau (homonymie).
 (mai 2020).
 (mars 2013).

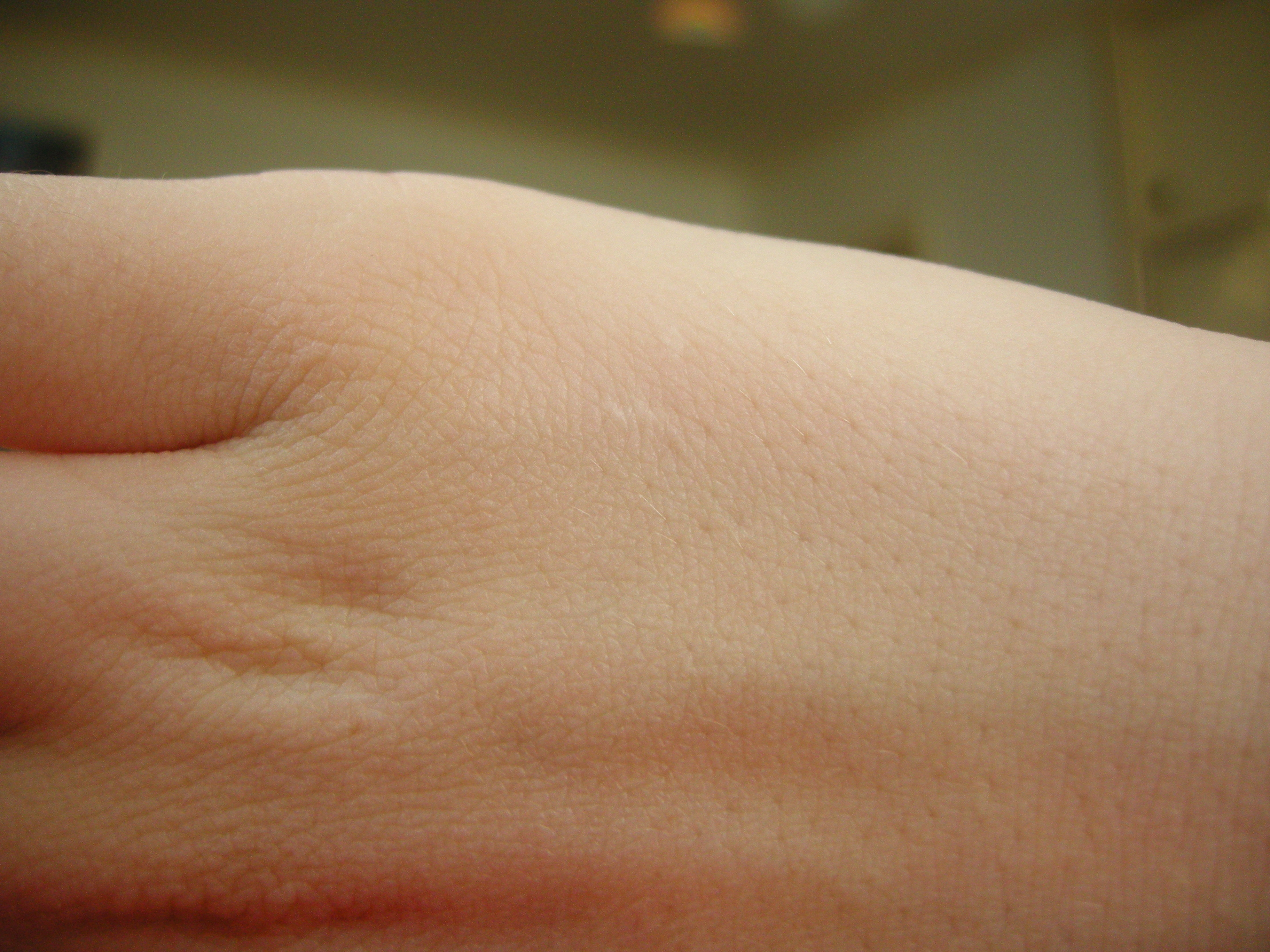
Photographie rapprochée de la peau humaine.

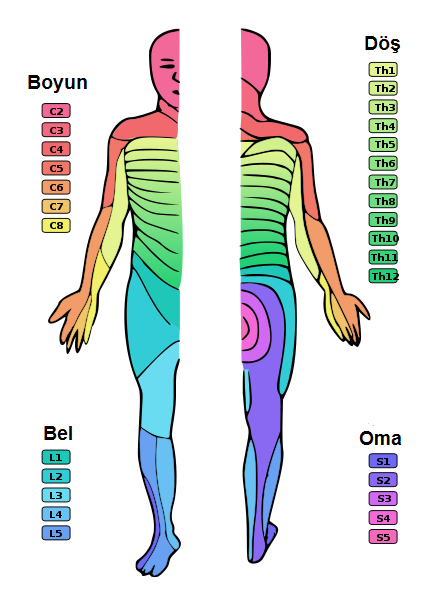
Dermatome (chaque couleur correspond à la partie de la peau innervée par un nerf différent, à partir de la moelle épinière).

La peau (/po/, provenant du latin : pellis) est un organe composé de plusieurs couches de tissus. Elle est la première barrière de protection de l'organisme chez les Chordés.
C'est l'organe le plus étendu et le plus lourd du corps humain ; chez l’adulte sa surface est d’environ 2 m2, l'épaisseur varie de 1 à 3 mm. Sa surface d'échange est cependant bien plus petite que celles de l'intestin (300 à 400 m2, environ deux terrains de tennis) et du poumon (80 m2).
La dermatologie est la spécialité médicale qui traite les affections de la peau.
Un traitement médical basé sur une substance active qui doit être administrée en lui faisant traverser la peau est dit « percutané ».

## Caractéristiques

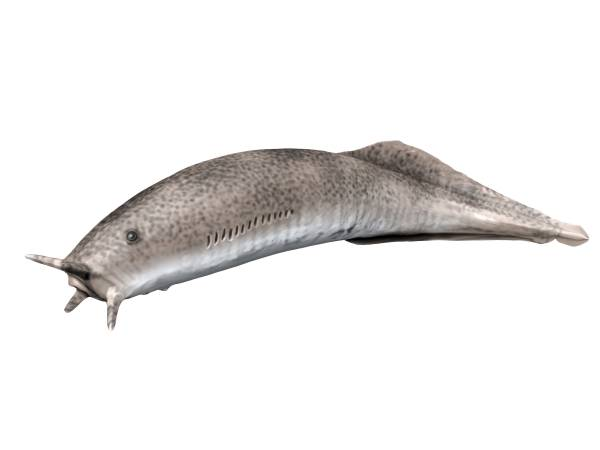
Dans le monde animal la peau des myxines est parmi les plus lâches et souples. Elle leur permet de passer au travers d’orifices très petits et de résister à la morsure d’un requin.

Selon l’espèce considérée la peau est plus ou moins épaisse, souple, innervée et riche en vaisseaux sanguins, et plus ou moins liée aux muscles, fascias et organes sous-jacents. La peau est souvent protégée par des écailles et/ou un mucus, des poils, des pics (hérisson, porc-épic) ou des plumes.
Certains animaux ont une peau très lâche qui leur permet par exemple de se comprimer pour passer dans un petit orifice (si la tête passe, le reste du corps peut suivre). Un des cas les plus spectaculaires est celui des myxines qui peuvent faire des nœuds complexes, s’enfouir dans le sédiment ou s’introduire dans un cadavre immergé, et passer comme les poulpes et certains rongeurs dans des trous de faible diamètre. On a récemment montré que cette peau très souple, indépendante des organes sous-jacents et entourant une cavité très élastique emplie de fluide vital (sang) leur permet même de survivre indemnes à une morsure de requin.

### Histologie
Des points de vue histologique et anatomique, la peau comprend trois parties principales :
- la partie superficielle, la plus mince, nommée : épiderme. Elle est rattachée à une partie inférieure (4 sur le diagramme) ;
- la partie interne la plus épaisse : le derme (5 sur le diagramme) ;
- une couche plus profonde, l’hypoderme, qui n’est classiquement pas assimilée à une couche de peau (6 sur le diagramme).

L’ensemble « peau » et phanères (ongles, poils) se nomme le « tégument ».
| 9 - Poil 10 - Cornée 11 - Couche pigmentée 12 - Kératinocytes 13 - Mélanocytes 14 - Muscle érecteur du poil 15 - Glande sébacée 16 - Follicule pileux 17 - Bulbe 18 - Nerf 19 - Système lymphatique et vasculaire 20 - Glande sudoripare exocrine 21 - Corpuscule de Pacini |  | 1 - Pore de transpiration 2 - Jonction dermo-épidermique 3 - Terminaison nerveuse (toucher) 4 - Épiderme (anatomie) 5 - Derme 6 - Hypoderme 7 - Veine 8 - Artère |

## Couches de cellules
| A- Stratum corneum ou couche cornée B- Stratum lucidum ou couche claire C- Stratum granulosum ou couche granuleuse D- Stratum spinosum ou couche épineuse ou couche de Malpighi E- Stratum germinativum ou couche germinative ou couche basale |

### Épiderme
L’épiderme est composé principalement de kératinocytes, qui sont segmentées dans la couche cornée, ainsi que les mélanocytes, donnant la pigmentation de la peau et sont juste au-dessus de la strate germinative. Dans les coupes histologiques on peut observer les cellules de Langerhans et des lymphocytes qui sont responsables d’assurer la protection immunitaire, en plus de trouver la ou les cellules mécanoréceptrices de Merkel.
- Le stratum germinativum est constituée d’une couche de cellules cylindriques ou cubiques avec des noyaux de forme ovale ; le cytosol est pourvu de tonofibrilles et les cellules de cette couche sont liées par des désmosomes, bien ancrées à la membrane basale
- Le stratum spinosum est formée de cellules polygonales, les noyaux sont ronds et le cytosol a des caractéristiques basophiles. Cette couche possède une teneur plus élevée en tonofibrilles que la couche germinative. Les extensions cytosolique ressemblent à des épines (cellules dites épineuses), car les tonofibrilles plus nombreuses dans ces extensions vont donner la forme d’épines.
- Le stratum granulosum  est composée de 3 à 5 couches de cellules aplaties, le cytosol contient des granules basophiles appelé grains de kératohyaline. La kératohyaline est un précurseur de la kératine. Lorsque les kératinocytes atteignent la dernière couche de cellules épidermiques, elles meurent et déchargent leur contenu dans l’espace intercellulaire.
- Le stratum lucidum se distingue par une zone très mince avec des caractéristiques éosinophiles. Les noyaux commencent à dégénérer dans les cellules externes du stratum granulosum et au niveau du stratum lucidum ils disparaissent.
- Le stratum corneum est composé des cellules planes kératinisées et anucléées, ce sont des cellules squameuses, également appelées cellules de la cornée. Cette couche se distingue comme la plus épaisse et éosinophiles. Le stratum corneum se compose de lignes des cellules aplaties principalement composées de kératine. Chaque jour, nous éliminons les couches de ces cellules.

### Flore cutanée
La peau humaine est naturellement couverte d’une population de micro-organismes, spécialisés ou opportunistes, que l’on nomme flore cutanée ou microbiote cutané : bactéries, acariens, micro-nématodes, micro-champignons.
Ce micro-écosystème est organisé en biofilm et s’alimente à la fois de molécules et de composés excrétés par la peau elle-même, et de composés sécrétés par ces communautés de micro-organismes plus ou moins symbiotes.
La composition de cette « flore cutanée » varie selon les individus, leur âge, leur sexe, leurs activités, leur comportement et l’environnement. Elle varie selon les parties du corps : mains, cuir chevelu, visage, dos, aisselles, etc.

La peau d’un adulte héberge en moyenne 1012 (mille milliards) bactéries de plus de 200 espèces différentes.

## Physiologie

### Maintien de la température corporelle
La peau selon son épaisseur, sa texture et sa couleur absorbe et/ou émet plus ou moins bien le rayonnement visible, ultraviolet ou infrarouge ; la présence de poils, plumes, écailles modifient également les caractéristiques d’absorption et d’émission de rayonnements.
L’organisme peut modifier - dans une certaine mesure - ces caractéristiques en changeant la couleur de la peau (bronzage, rougeur) ou à court terme par la sécrétion de sueur qui joue un rôle majeur dans la régulation de la température corporelle (la production de sueur augmente avec la température extérieure ou avec celle de l’intérieur de l’organisme, en situation d’effort par exemple), et provoque un rafraîchissement de la peau grâce à son évaporation en surface par effet de refroidissement éolien. Elle diminue lorsque la température s’affaiblit.
Presque tous les mammifères ont une peau recouverte de poils. Ceux-ci interviennent dans la régulation thermique par leur rôle isolant contre le froid ou le chaud, ce en créant une couche d’air isolante entre la peau et les poils. Le fonctionnement est identique à celui des plumes.

### Protection
La peau, caractérisée par une grande capacité de régénération et de cicatrisation, constitue - en continuité avec les muqueuses - une barrière physique souple qui protège les tissus et les organes de la plupart des agressions extérieures. La peau est résistante à la plupart des infections tant que son intégrité physique et fonctionnelle est assurée.
La peau permet de maintenir le milieu corporel intérieur isolé et limite les pertes d’eau, tout en contenant les fluides corporels (sang, lymphe…) bien qu’étant semi-perméable aux liquides extérieurs.
Par ailleurs, elle joue un rôle de protection contre les rayons solaires, en particulier les ultraviolets, notamment grâce à la présence de mélanocytes.

### Perception
La peau joue un rôle dans la nociception. Les terminaisons nerveuses contenues dans la peau, et notamment au bout des doigts, permettent à l’être humain d’explorer son environnement par le toucher. La peau permet ainsi une sensibilité à la pression, à la température, et à la douleur. Elle possède quatre types de récepteurs, qui réagissent en fonction de stimuli différents, et qui retournent des informations interprétables par le cerveau. Ces informations parcourent la colonne vertébrale, jusqu’au thalamus via deux types de canaux : l’un pour les informations concernant la douleur et la température, l’autre pour le toucher à proprement parler (texture, dureté, etc.).
| Récepteur | Perception                                   | Forme    | Durée de perception           | Grandeur du champ récepteur | Fréquences perçues |
| --------- | -------------------------------------------- | -------- | ----------------------------- | --------------------------- | ------------------ |
| Merkel    | Pression lente : légère tape, petits détails | Disque   | Tant que stimulus est présent | petit (1 mm)                | 0,3 à 3 Hz         |
| Meissner  | Pression rapide : tremblement, frottement    | Boudin   | Ne dure pas                   | petit                       | 3 à 40 Hz          |
| Ruffini   | Étirement                                    | Cylindre | Tant que stimulus est présent | grand (8 mm)                | 15 à 400 Hz        |
| Pacini    | Vibration rapide                             | Oignon   | Ne dure pas                   | grand                       | 10 à 500 Hz        |

### Immunité
Certaines cellules épidermiques jouent un rôle important dans la protection immunitaire du corps humain. On y trouve des cellules dendritiques, autrement appelées cellules de Langerhans.

### Réservoir sanguin et lymphatique
Le derme contient un réseau de vaisseaux sanguins représentant environ 10% du sang chez l’adulte. Durant  un exercice physique, les vaisseaux sanguins de la peau se contractent pour favoriser l’apport sanguin aux muscles.

### Synthèse de la vitamine D
Lorsqu’elle est exposée aux rayons ultraviolets, la peau participe à la synthèse de la vitamine D (à partir de dérivés du cholestérol) nécessaire à la croissance et à l’équilibre calcique et phosphorique du corps humain.

## Santé et affections de la peau
En médecine humaine, la branche traitant des affections de la peau est la dermatologie.
Une « peau saine » présente des caractéristiques mécaniques (souplesse, élasticité), biologiques (cellules et biofilm de microflore en bon état, de même que les systèmes lymphatiques, nerveux et sanguins qui irriguent la peau), d’intégrité (barrière) et d’épaisseur. Ces caractéristiques varient selon l’âge et les conditions environnementales. Il existe de nombreux moyens, non-invasifs, d’étudier et mesurer les qualités de la peau.
Les affections sont soit isolées et plus ou moins systématiquement localisées sur le corps (morphées), soient constitutives d’une atteinte dite systémique, c’est-à-dire touchant toute la surface de la peau. 
Les causes sont souvent multifactorielles et liées à un déséquilibre du biofilm cutané. L’intégrité de la peau peut être mise en jeu par des agents externes, comme une colonisation par des micro-organismes pathogènes, des insectes ou parasites, des altérations provoquées par des piqûres, brûlures, ou un traumatisme ou encore par une affection systémique.
Le pH « naturel » de la surface de la peau humaine est en moyenne de 4,7. D’après une étude de la Sara Lee Corporation, le simple usage d’eau du robinet augmenterait le pH de la peau humaine jusqu’à 6 heures après l’application de l’eau, notamment en Europe, où le pH de l’eau du robinet est autour de 8,0. Une peau au pH en dessous de 5,0 serait en meilleure condition qu’une peau au pH au-dessus de 5,0. L’utilisation de produits cosmétiques, spécialement les savons, aurait une influence néfaste sur ce pH, le rendant plus basique.

### Troubles trophiques locaux
Localement, la peau salie, érodée ou blessée peut être source de développement d’organismes pathogènes.
Certains de ces micro-organismes, composant la flore cutanée, peuvent par ailleurs devenir pathogènes s’ils se développent en excès en raison d’un déséquilibre du milieu cutané. Le déséquilibre peut être induit par un excès de souillures ou à contrario, une trop forte détersion. Une rupture ou perturbation de cet équilibre peut conduire à la prolifération d’un ou plusieurs organismes et à une infection (par voie externe ou interne) de l’organisme. L’érosion excessive par exfoliateurs ou produits nettoyants attaquant les sébums et organismes protecteurs, comme un biocide, un antibiotique ou autre produit cosmétique, tue les organismes protecteurs de la peau ou de la muqueuse. Il peut en résulter une brutale prolifération de champignons, conduisant à une mycose.
Les cellules mortes qui s’accumulent sur l’épiderme, mélangées avec des sécrétions sébacées et à la sueur ainsi qu’à la poussière, la terre ou à diverses substances (dont maquillages, crèmes…) peuvent former une couche de surface supportant le développement de nombreux micro-organismes, spécialisés ou opportunistes, en particulier par une flore bactérienne susceptible de produire une odeur caractéristique.
Par ailleurs, les agents externes, qu’ils soient chimiques ou organiques, peuvent contribuer à des réactions allergiques.
Des perturbations (hormonales ou autres) impliquant une suractivité des glandes sébacées (produisant le sébum, lubrifiant naturel de la peau saine) conduisent à une peau plus grasse et épaisse. La peau grasse est moins sujette à l’apparition de rides ou d’autres symptômes de vieillissement, l’huile du sébum contribuant à la maintenir humide et mieux protégée sous l’épiderme. La peau grasse est davantage susceptible de produire des boutons d’acné, au niveau des pores visibles (sauf autour des yeux et du cou sur la tête), ou des pores obstrués (phénomène dit de « points noirs »). Par ailleurs, une tentative sévère de dégraissage peut favoriser une aggravation de la sécrétion de sébum, ce pourquoi les détergents doux sans alcool et au pH adapté sont recommandés aux peaux grasses.

### Tumorales
- Cancer de la peau, mélanome ;
- Tumeurs bénignes de la peau, comme un angiome.

### Autres affections
Celles-ci peuvent être de cause locale, le reflet d’une affection systémique, ou les deux.
- Rash cutané ;
- Ictère, Purpura ;
- Phlyctène, escarre ;
- Sclérodermie (induration de la peau) ;
- Kératose ;
- Infections à champignon, parasitaire (gale par exemple), microbienne (impétigo par exemple) ;
- Leucodermie (dépigmentation) ;
- Eczéma ;
- Psoriasis.

## Perception de la peau au cours de l’histoire humaine
La peau a été le support de peintures, tatouages, incisions, perçages, stigmates et marques traditionnelles d’asservissement (esclaves marqués) ou d’appartenance à un groupe ethnique, religieux ou culturel…
La couleur ou pâleur de la peau, son épaisseur ou sa finesse, ou le bronzage ont des valeurs et évocations qui changent selon les civilisations et les époques, de même que les cicatrices de blessures ou de maladies (par exemple, les signes révélateurs d’une variole guérie étaient au XVIIIe siècle associée à une immunité acquise pouvant aider à obtenir un emploi et étaient considérés comme un facteur de beauté pour les femmes, notion qui a même alimenté des controverses quand l’éradication de la variole est devenue possible grâce à la vaccination). Selon les époques, les civilisations et les classes sociales ou l’âge, elle est plus ou moins cachée ou exposée. Catarina Pigorini-Berri estimait en 1891 que les tatouages que se faisaient faire les pèlerins de Notre-Dame de Lorette étaient originellement une figuration de la stigmatisation de Saint François d’Assise, et que les tatouages amoureux des marins, paysans et pêcheurs des marches italiennes en dériveraient aussi (cité dans Archives d’Anthropologies criminelle). Les Planche (103 tatouages) ayant servi à illustrer son article sur « Le tatouage religieux et amoureux au pèlerinage de Notre-Dame de Lorette » (publié dans les Archives de l’Anthropologie criminelle (1891, vol. 6). 1891 sont archivées dans le Fonds Lacassagne.
La peau est le support de l’acuponcture ou de techniques de massages, moxa, etc. Elle fait l’objet de soins particulier, est traitée par des onguents devenus des produits cosmétiques. Des anomalies (locales ou générales) de sa couleur peut renseigner sur la santé de la personne (peau jaune, grise, rouge, bleutée, ecchymoses, etc.), et on a prétendu pouvoir lire l’avenir de chacun dans les lignes de sa main. Charcot et Ducamp ont vu dans la dermographie une marque de l’hystérie.

## Greffe et culture de peau

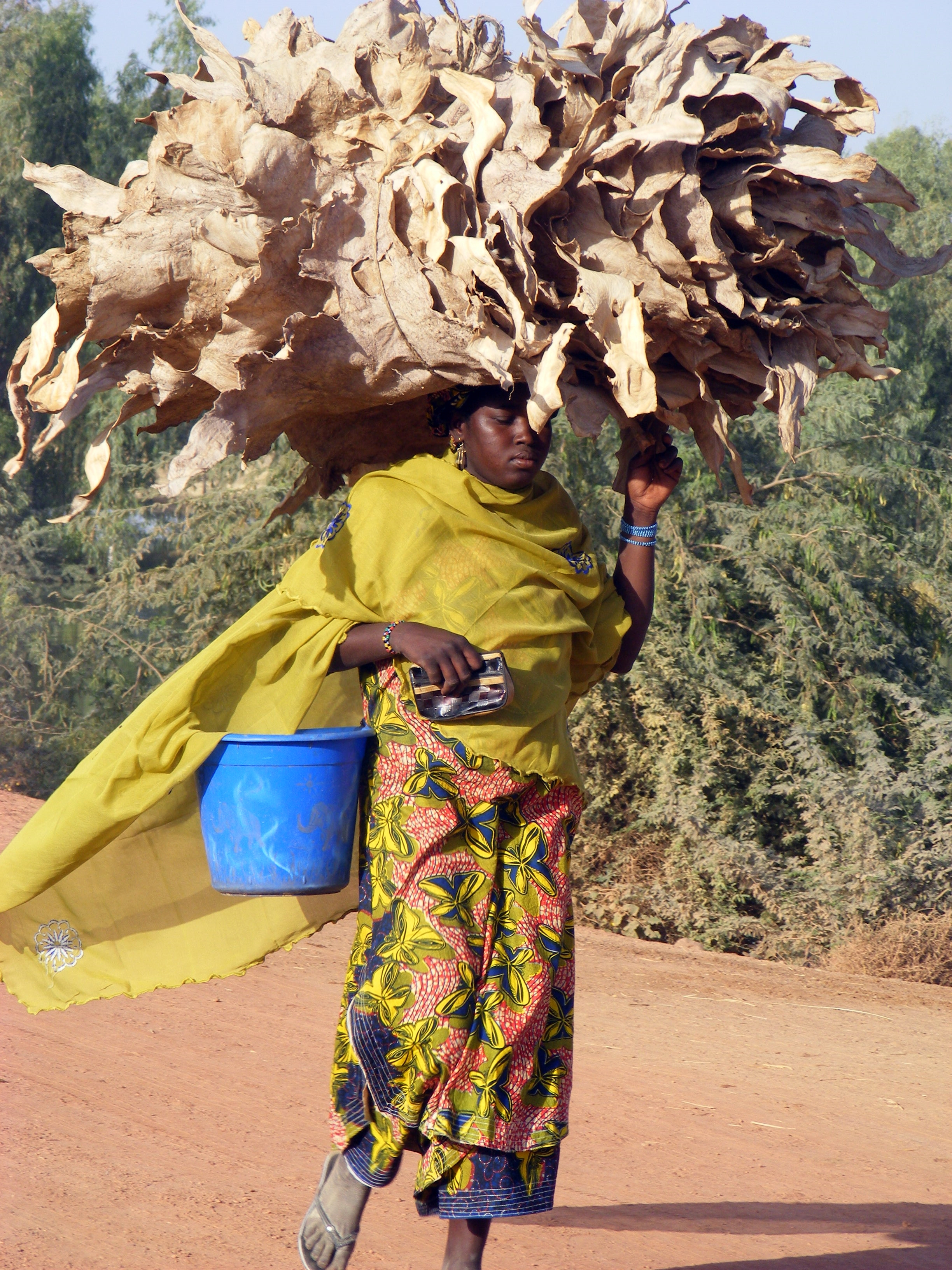
Femme malienne allant vendre ses peaux au marché.

La greffe de peau est une opération chirurgicale assez facile et courante (en autogreffe). Des cellules de peau peuvent être cultivées in vitro afin de réaliser des greffes. Le cas de l’autogreffe permet d’éviter le risque de rejet immunologique inhérent aux greffes. Une culture de peau peut être utilisée pour tester le caractère toxique de certains produits chimiques, ou d’irradiations sur la peau humaine.
L’entreprise américaine Organovo a élaboré une technique d’impression permettant de créer de la peau synthétique à partir de cellules humaines et d’une matrice en hydrogel.

## Cuir
On appelle cuir la peau épaisse de certains animaux comme les bovins. Le cuir est aussi la peau tannée de certains animaux (bœuf, chèvre, chevreau, agneau, crocodilien…).